# Tatjana Mariová
Tatjana Mariová (nepřechýleně Maria, rozená Malek, * 8. srpna 1987 Bad Saulgau, Bádensko-Württembersko) je německá profesionální tenistka. Ve své dosavadní kariéře na okruhu WTA Tour vyhrála čtyři singlové i deblové turnaje. V sérii WTA 125 přidala jednu trofej z dvouhry. V rámci okruhu ITF získala sedmnáct titulů ve dvouhře a patnáct ve čtyřhře.
Na žebříčku WTA byla ve dvouhře nejvýše klasifikována v červenci 2025 na 36. místě a ve čtyřhře v červnu 2016 na 54. místě. Trénuje ji manžel Charles Edouard Maria, za něhož se provdala 8. dubna 2013.
V německém týmu Billie Jean King Cupu debutovala v roce 2009 baráží o Světovou skupinu proti Číně, v němž pomohla k celkové výhře 4:1 vítězstvím nad Sun Tchien-tchien. Do září 2025 v soutěži nastoupila k osmnácti mezistátním utkáním s bilancí 8–8 ve dvouhře a 5–2 ve čtyřhře.
Německo reprezentovala na Letních olympijských hrách 2024 v Paříži. V úvodu dvouhry ji deklasovala Argentinka María Lourdes Carléová dvěma „kanáry“. Do ženské čtyřhry nastoupila s Tamarou Korpatschovou. V prvním kole však od Carléové utržila dalšího „kanára“, když Němky podlehly Carléové s Podoroskou.

## Soukromý život
K tenisu ji ve věku čtyř let přivedl otec Heinrich Malek (polsky: Henryk Małek), polský házenkář a reprezentant národního družstva, který se stal jejím prvním koučem a doprovázel ji na turnajích až do úmrtí v roce 2008. Ve svém rodišti Bad Saulgau vystudovala střední školu.
V Palm Beach Gardens na Floridě se 8. dubna 2013 provdala za svého trenéra a manažera Charlese Edouarda Mariu. Od té doby žijí ve West Palm Beach. Po Wimbledonu 2013 přerušila kariéru pro těhotenství a 20. prosince 2013 porodila dceru Charlottu. V dubnu 2020 oznámila, že očekává druhé dítě. Dcera Cecílie se narodila 2. dubna 2021. Po návratu na okruhy byla jedinou dvojnásobnou matkou v profesionálním tenise, která se dokázala dvakrát vrátit a účastnit se vrcholných turnajů.

## Tenisová kariéra
První deblový titul na túře WTA získala na zářijovém Bell Challenge 2012 v Québecu, když spolu s Francouzkou Kristinou Mladenovicovou ve finále přehrály polsko-britský pár Alicja Rosolská a Heather Watsonová až v rozhodujícím supertiebreaku. Z červencového boje o deblový titul na Gastein Ladies 2009 v rakouském Bad Gasteinu odešla jako poražená finalistka, když po boku krajanky Andrey Petkovicové nestačily na českou dvojici Andrea Hlaváčková a Lucie Hradecká. Na nejvyšší grandslamové úrovni se probojovala do třetího kola ve Wimbledonu 2015. Druhá kola dvouhry si zahrála na Australian Open 2009 i 2016, ve Wimbledonu 2009 a také na newyorském US Open 2012.

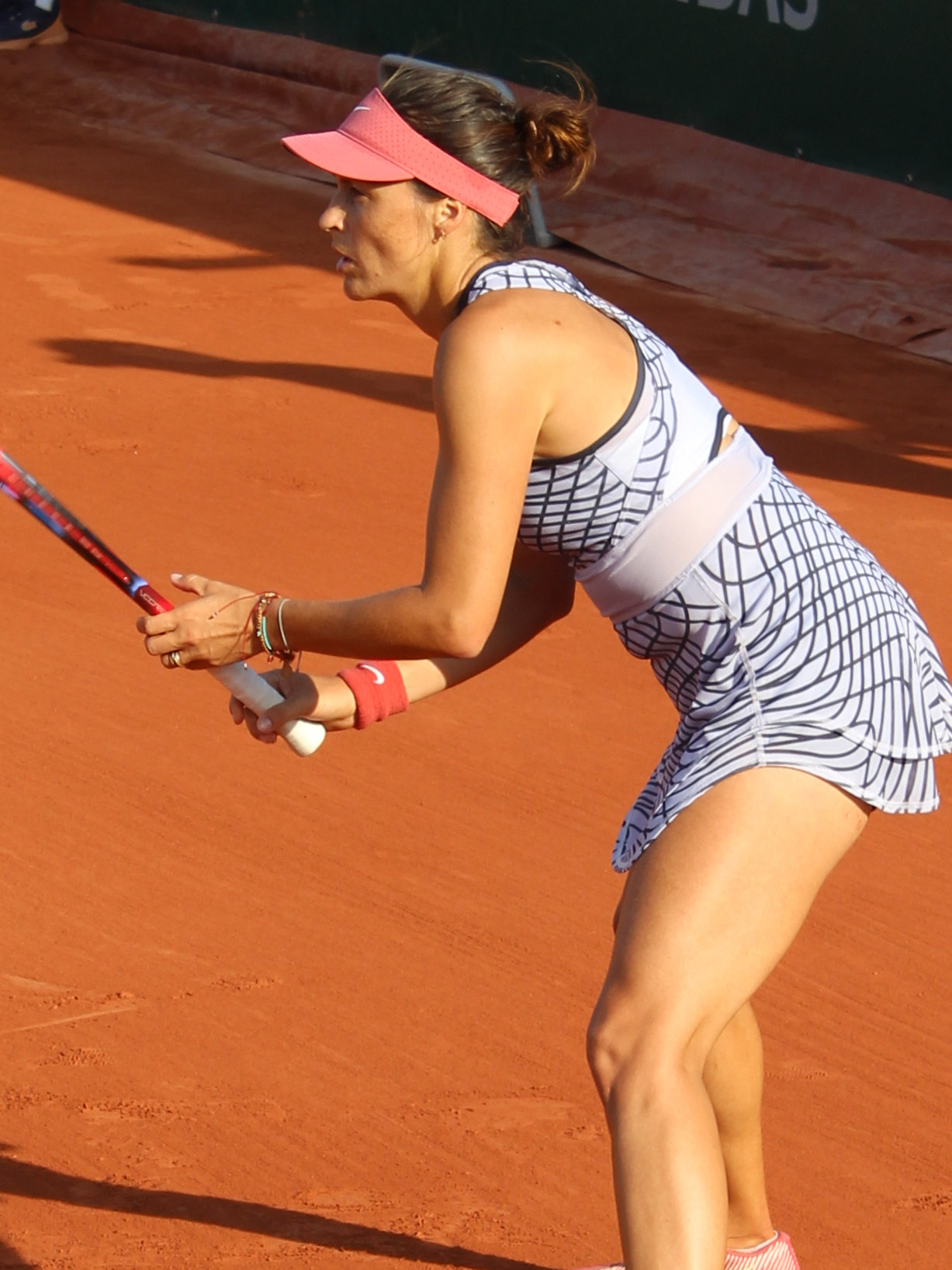
Příjem na French Open 2023

V sezónách 2010 a 2011 se stala s družstvem TC Radolfzell vítězkou německé tenisové bundesligy. Roku 2013 reprezentovala po boku Tommyho Haase Německo na Hopmanově poháru, když nahradila Petkovicovou, která na turnaji odehrála pouze jeden set.
První singlovou trofej na okruhu WTA Tour získala ve 30 letech na travnatém Mallorca Open 2018. Do finále postoupila přes Lucii Šafářovou a Sofii Keninovou. V závěrečném duelu pak zdolala lotyšskou obhájkyni titulu Anastasiji Sevastovovou po dvousetovém průběhu. Před turnajem si zahrála pouze jedno kariérní semifinále na québeckém Coupe Banque Nationale 2017. Na okruh se vrátila v srpnu 2021 po narození druhé dcery. Podruhé triumfovala z pozice kvalifikantky na bogotské antuce Copa Colsanitas 2022. Ve finále přehrála další brazilskou kvalifikantku Lauru Pigossiovou, které patřilo 212. místo světové klasifikace. Jako 237. hráčka žebříčku se Mariová stala nejníže postavenou finalistkou od 272. ženy v pořadí Bouchardové na Istanbul Cupu 2020 a nejníže figurující šampionkou od 299. hráčky světa Gasparjanové na Tashkent Open 2018. Jednalo se o první finále dvou kvalifikantek od Lyon Open 2021, premiérový přímý souboj o titul tenistek mimo Top 100 od Poland Open 2021 a historicky první finálový zápas dvou hráček mimo Top 200 od zavedení žebříčku v roce 1975.
Do prvního singlového čtvrtfinále i semifinále grandslamu postoupila ve Wimbledonu 2022 z pozice 103. hráčky žebříčku. Cestou soutěží postupně vyřadila Srbku Aleksandru Krunićovou, turnajovou šestadvacítku Soranu Cîrsteaovou, řeckou světovou pětku Marii Sakkariovou a v osmifinále dvanáctou nasazenou Lotyšku Jeļenu Ostapenkovou, které odvrátila dva mečboly. Ve 34 letech se v rámci otevřené éry stala nejstarší debutantkou ve wimbledonském čtvrtfinále a teprve sedmou tenistkou ve věku 34 let či starší, jíž se podařilo postoupit do této fáze londýnského majoru. Ve čtvrtfinále zdolala 22letou krajanku Jule Niemeierovou po třísetovém průběhu. Kariérní finálovou neporazitelnost na okruhu WTA Tour udržela na travnatém HSBC Championships 2025 v londýnském Queen's Clubu, který byl hrán poprvé od roku 1973. Účast v hlavní soutěži si zajistila výhrou v kvalifikačním kole nad Arinou Rodionovovou. Podruhé v kariéře, po Wimbledonu 2022, pak na jediném turnaji vyřadila více členek Top 20, když na její raketě dohrály Karolína Muchová, Jelena Rybakinová, Madison Keysová a ve finále Amanda Anisimovová. Ve 37 letech a 10 měsících se stala nejstarší vítězkou události kategorie WTA 500 od jejího založení v roce 2009. V následné klasifikaci z 16. června 2025 vystoupala z 86. na 43. příčku, jednu pozici za svým nejvyšším postavením.

## Finále na okruhu WTA Tour
| Legenda                                      |
| -------------------------------------------- |
| D – dvouhra; Č – čtyřhra                     |
| Grand Slam (0)                               |
| Turnaj mistryň (0)                           |
| Premier Mandatory & Premier 5 / WTA 1000 (0) |
| Premier / WTA 500 (1–0 D)                    |
| International / WTA 250 (3–0 D; 4–4 Č)       |

### Dvouhra: 4 (3–0)
| Stav    | č. | datum           | turnaj                                   | kategorie     | povrch | soupeřka ve finále     | výsledek      |
| ------- | -- | --------------- | ---------------------------------------- | ------------- | ------ | ---------------------- | ------------- |
| Vítězka | 1. | 24. června 2018 | Mallorca, Španělsko                      | International | tráva  | Anastasija Sevastovová | 6–4, 7–5      |
| Vítězka | 2. | 10. dubna 2022  | Bogotá, Kolumbie                         | WTA 250       | antuka | Laura Pigossiová       | 6–3, 4–6, 6–2 |
| Vítězka | 3. | 9. dubna 2023   | Bogotá, Kolumbie (2)                     | WTA 250       | antuka | Peyton Stearnsová      | 6–3, 2–6, 6–4 |
| Vítězka | 4. | 15. června 2025 | Queen's Club, Londýn, Spojené království | WTA 500       | tráva  | Amanda Anisimovová     | 6–3, 6–4      |

### Čtyřhra: 8 (4–4)
| Stav       | č. | datum             | turnaj                | kategorie     | povrch    | spoluhráčka            | soupeřky ve finále                        | výsledek                   |
| ---------- | -- | ----------------- | --------------------- | ------------- | --------- | ---------------------- | ----------------------------------------- | -------------------------- |
| Finalistka | 1. | 26. července 2009 | Bad Gastein, Rakousko | International | antuka    | Andrea Petkovicová     | Andrea Hlaváčková Lucie Hradecká          | 2–6, 4–6                   |
| Vítězka    | 1. | 16. září 2012     | Québec, Kanada        | International | tvrdý (h) | Kristina Mladenovicová | Alicja Rosolská Heather Watsonová         | 7–6(7–5), 6–7(6–8), [10–7] |
| Finalistka | 2. | 6. října 2014     | Ósaka, Japonsko       | International | tvrdý     | Lara Arruabarrenová    | Šúko Aojamová Renata Voráčová             | 1–6, 2–6                   |
| Finalistka | 3. | 19. července 2015 | Båstad, Švédsko       | International | antuka    | Olga Savčuková         | Kiki Bertensová Johanna Larssonová        | 5–7, 4–6                   |
| Vítězka    | 2. | 11. dubna 2016    | Bogotá, Kolumbie      | International | antuka    | Lara Arruabarrenová    | Gabriela Céová Andrea Gámizová            | 6–2, 4–6, [10–8]           |
| Finalistka | 4. | 25. dubna 2016    | Rabat, Maroko         | International | antuka    | Ioana Raluca Olaruová  | Xenia Knollová Aleksandra Krunićová       | 3–6, 0–6                   |
| Vítězka    | 3. | 3. března 2018    | Acapulco, Mexiko      | International | tvrdý     | Heather Watsonová      | Kaitlyn Christianová Sabrina Santamariová | 7–5, 2–6, [10–2]           |
| Vítězka    | 4. | 22. září 2019     | Soul, Jižní Korea     | International | tvrdý     | Lara Arruabarrenová    | Hayley Carterová Luisa Stefaniová         | 7–6(9–7), 3–6, [10–7]      |

## Finále série WTA 125
| Legenda                  |
| ------------------------ |
| D – dvouhra; Č – čtyřhra |
| WTA 125 (1–3 D; 0–1 Č)   |

### Dvouhra: 4 (1–3)
| Stav       | č. | datum       | turnaj                 | povrch | soupeřka ve finále  | výsledek           |
| ---------- | -- | ----------- | ---------------------- | ------ | ------------------- | ------------------ |
| Finalistka | 1. | červen 2023 | Gaiba, Itálie          | tráva  | Ashlyn Kruegerová   | 6–3, 4–6, 5–7      |
| Vítězka    | 1. | srpen 2023  | Barranquilla, Kolumbie | tvrdý  | Fiona Ferrová       | 6–1, 6–2           |
| Finalistka | 2. | srpen 2024  | Barranquilla, Kolumbie | tvrdý  | Nadia Podoroská     | 2–6, 6–1, 3–6      |
| Finalistka | 3. | září 2024   | Guadalajara, Mexiko    | tvrdý  | Kamilla Rachimovová | 3–6, 7–6(7–5), 3–6 |

### Čtyřhra: 0 (0–1)
| Stav       | č. | datum              | turnaj                  | povrch | spoluhráčka         | soupeřky ve finále                     | výsledek         |
| ---------- | -- | ------------------ | ----------------------- | ------ | ------------------- | -------------------------------------- | ---------------- |
| Finalistka | 1. | 23. listopadu 2015 | Carlsbad, Spojené státy | tvrdý  | Oxana Kalašnikovová | Verónica Cepede Roygová Gabriela Céová | 6–1, 4–6, [8–10] |

## Tituly na okruhu ITF

### Dvouhra (17 titulů)
| č.  | datum             | turnaj                    | dotace    | povrch      | soupeřka ve finále    | výsledek           |
| --- | ----------------- | ------------------------- | --------- | ----------- | --------------------- | ------------------ |
| 1.  | 30. červenec 2006 | Les Contamines, Francie   | 25 000 $  | tvrdý       | Sandra Záhlavová      | 6–3, 6–4           |
| 2.  | 13. srpen 2006    | Hechingen, Německo        | 25 000 $  | antuka      | Magda Mihalacheová    | 6–2, 6–3           |
| 3.  | 28. říjen 2007    | Bratislava, Slovensko     | 100 000 $ | tvrdý (h)   | Petra Kvitová         | 6–2, 7–6(7)        |
| 4.  | 9. listopad 2008  | Ismaning, Německo         | 50 000 $  | koberec (h) | Kristina Barroisová   | 6–2, 6–3           |
| 5.  | 15. únor 2009     | Stockholm, Švédsko        | 25 000 $  | tvrdý (h)   | Anikó Kaprosová       | 6–3, 6–2           |
| 6.  | 2. květen 2009    | Makarska, Chorvatsko      | 50 000 $  | antuka      | Simona Halepová       | 6–1, 4–6, 6–4      |
| 7.  | 29. srpen 2009    | Bronx, Spojené státy      | 100 000 $ | tvrdý       | Kristina Barroisová   | 6–1, 6–4           |
| 8.  | 7. srpna 2011     | Hechingen, Německo        | 25 000 $  | antuka      | Sarah Gronertová      | 6–3, 6–4           |
| 9.  | 28. července 2014 | Fort Worth, Spojené státy | 10 000 $  | tvrdý       | Hayley Carterová      | 6–1, 6–1           |
| 10. | 13. října 2014    | Makinohara, Japonsko      | 25 000 $  | tráva       | Šúko Aojamová         | 6–1, 6–2           |
| 11. | 8. prosince 2014  | Mérida, Mexiko            | 25 000 $  | tvrdý       | Victoria Rodríguezová | 6–0, 6–3           |
| 12. | 2. února 2015     | Midland, Spojené státy    | 100 000 $ | tvrdý (h)   | Louisa Chiricová      | 6–2, 6–0           |
| 13. | 26. října 2015    | Toronto, Kanada           | 50 000 $  | tvrdý (h)   | Jovana Jakšićová      | 6–3, 6–2           |
| 14. | 5. února 2017     | Midland, Spojené státy    | 100 000 $ | tvrdý (h)   | Naomi Broadyová       | 6–4, 6–7(6–8), 6–4 |
| 15. | 30. června 2017   | Southsea, Velká Británie  | 100 000 $ | tráva       | Irina-Camelia Beguová | 6–2, 6–2           |
| 16. | únor 2022         | Rome, Spojené státy       | 60 000 $  | tvrdý (h)   | Alycia Parksová       | 6–4, 4–6, 6–2      |
| 17. | leden 2023        | Puné, Indie               | 40 000 $  | tvrdý       | Nigina Abduraimovová  | 6–1, 6–1           |

### Čtyřhra (15 titulů)
| č.  | datum            | turnaj                  | dotace   | spoluhráčka            | soupeřky ve finále                                | výsledek         |
| --- | ---------------- | ----------------------- | -------- | ---------------------- | ------------------------------------------------- | ---------------- |
| 1.  | 11. května 2003  | Varšava, Polsko         | 10 000 $ | Annette Kolbová        | Barbora Machovská Ivana Pláteníková               | 6–3, 6–3         |
| 2.  | 27. dubna 2009   | Makarska, Chorvatsko    | 50 000 $ | Renata Voráčová        | Tereza Hladíková Karolina Kosińská                | 6–4, 5–7, [10–6] |
| 3.  | 17. října 2010   | Joué-lès-Tours, Francie | 50 000 $ | Irena Pavlovicová      | Stéphanie Cohenová-Alorová Selima Sfarová         | 6–4, 5–7, [10–8] |
| 4.  | 24. října 2010   | Saint-Raphaël, Francie  | 50 000 $ | Sandra Klemenschitsová | Estrella Cabezaová Candelaová Laura Pousová Tiová | 6–2, 6–4         |
| 5.  | 22. dubna 2011   | Tessenderlo, Belgie     | 25 000 $ | Anna-Lena Grönefeldová | Elina Svitolinová Maryna Zanevská                 | 7–5, 6–3         |
| 6.  | 3. července 2011 | Toruň, Polsko           | 50 000 $ | Stéphanie Foretzová    | Edina Gallovitsová-Hallová Andreja Klepačová      | 6–2, 7–5         |
| 7.  | 7. srpna 2011    | Hechingen, Německo      | 25 000 $ | Sandra Klemenschitsová | Korina Perkovicová Laura Siegemundová             | 4–6, 6–2, [10–7] |
| 8.  | 25. března 2012  | Bath, Velká Británie    | 25 000 $ | Stephanie Vogtová      | Julie Coinová Melanie Southová                    | 6–3, 3–6, [10–3] |
| 9.  | 1. července 2012 | Stuttgart, Německo      | 25 000 $ | Sandra Klemenschitsová | Lenka Juríková Zuzana Luknárová                   | 6–3, 6–2         |
| 10. | 21. dubna 2013   | Dothan, Spojené státy   | 50 000 $ | Julia Cohenová         | Irina Falconiová Maria Sanchezová                 | 6–4, 4–6, [11–9] |
| 11. | 9. června 2014   | Essen, Německo          | 25 000 $ | Kristina Barroisová    | Ysaline Bonaventureová Elica Kostovová            | 6–2, 6–2         |
| 12. | 13. října 2014   | Makinohara, Japonsko    | 25 000 $ | Miki Mijamurová        | Makoto Ninomijová Mari Tanaková                   | 6–3, 6–1         |
| 13. | 20. října 2014   | Hamamacu, Japonsko      | 25 000 $ | Miki Mijamurová        | Makoto Ninomijová Mari Tanaková                   | 5–7, 6–2, [10–5] |
| 14. | 1. prosince 2014 | Mérida, Mexiko          | 25 000 $ | Renata Zarazúová       | Jan Abazová Sü Ťie-jü                             | 7–6(7–1), 6–1    |
| 15. | 8. prosince 2014 | Mérida, Mexiko          | 25 000 $ | Renata Zarazúová       | Andrea Gámizová Valeria Savinychová               | 6–4, 6–1         |

## Postavení na konečném žebříčku WTA

### Dvouhra
| Rok    | 2003 | 2004   | 2005   | 2006   | 2007  | 2008   | 2009  | 2010   | 2011   | 2012   | 2013   | 2014   | 2015  | 2016   | 2017  | 2018  | 2019  | 2020   | 2021   | 2022  | 2023  | 2024   |
| Pořadí | 651. | ▲ 552. | ▲ 284. | ▲ 146. | ▲ 88. | ▼ 272. | ▲ 68. | ▼ 137. | ▼ 191. | ▲ 112. | ▼ 258. | ▲ 214. | ▲ 68. | ▼ 114. | ▲ 46. | ▼ 79. | ▼ 90. | ▼ 109. | ▼ 279. | ▲ 68. | ▲ 57. | ▼ 101. |

### Čtyřhra
| Rok    | 2004 | 2005   | 2006   | 2007   | 2008   | 2009  | 2010   | 2011   | 2012  | 2013   | 2014   | 2015  | 2016  | 2017   | 2018  | 2019   | 2020   | 2021   | 2022   | 2023   | 2024    |
| Pořadí | 560. | ▲ 371. | ▲ 245. | ▲ 121. | ▼ 372. | ▲ 87. | ▼ 101. | ▼ 138. | ▲ 80. | ▼ 131. | ▲ 107. | ▲ 80. | ▲ 65. | ▼ 206. | ▲ 87. | ▼ 163. | ▼ 165. | ▼ 309. | ▼ 542. | ▲ 307. | ▼ 1040. |